# Saison cyclonique 2014 dans l'océan Pacifique nord-ouest
La saison cyclonique 2014 (cyclones tropicaux dans l'océan Pacifique nord-ouest) n'a pas de date spécifique de début ou de fin selon la définition de l'Organisation météorologique mondiale. Cependant, les cyclones dans ce bassin montrent un double pic d'activité en mai et en novembre.
Remarque : Les vents dans le Pacifique ne sont pas enregistrés sur 1 minute mais sur 10 minutes.

## Nom des tempêtes
| Pays                        | Noms      | Noms      | Noms      | Noms     | Noms     |
| --------------------------- | --------- | --------- | --------- | -------- | -------- |
| Cambodge                    | Damrey    | Kong-rey  | Nakri     | Krovanh  | Sarika   |
| Chine                       | Haikui    | Yutu      | Fengshen  | Dujuan   | Haima    |
| Corée du Nord               | Kirogi    | Toraji    | Kalmaegi  | Mujigae  | Meari    |
| Hong Kong                   | Kai-Tak   | Man-yi    | Fung-wong | Choi-wan | Ma-on    |
| Japon                       | Tembin    | Usagi     | Kammuri   | Koppu    | Tokage   |
| Laos                        | Bolaven   | Pabuk     | Phanfone  | Ketsana  | Nock-ten |
| Macao                       | Sanba     | Wutip     | Vongfong  | Parma    | Muifa    |
| Malaisie                    | Jelawat   | Sepat     | Nuri      | Melor    | Merbok   |
| États fédérés de Micronésie | Ewiniar   | Fitow     | Sinlaku   | Nepartak | Nanmadol |
| Philippines                 | Maliksi   | Danas     | Hagupit   | Lupit    | Talas    |
| Corée du Sud                | Gaemi     | Nari      | Jangmi    | Mirinae  | Noru     |
| Thaïlande                   | Prapiroon | Wipha     | Mekkhala  | Nida     | Kulap    |
| États-Unis                  | Maria     | Francisco | Higos     | Omais    | Roke     |
| Vietnam                     | Son Tinh  | Lekima    | Bavi      | Conson   | Sonca    |
| Cambodge                    | Bopha     | Krosa     | Maysak    | Chanthu  | Nesat    |
| Chine                       | Wukong    | Haiyan    | Haishen   | Dianmu   | Haitang  |
| Corée du Nord               | Sonamu    | Podul     | Noul      | Mindulle | Nalgae   |
| Hong Kong                   | Shanshan  | Lingling  | Dolphin   | Lionrock | Banyan   |
| Japon                       | Yagi      | Kajiki    | Kujira    | Kompasu  | Washi    |
| Laos                        | Leepi     | Faxai     | Chan-hom  | Namtheun | Pakhar   |
| Macao                       | Bebinca   | Peipah    | Linfa     | Malou    | Sanvu    |
| Malaisie                    | Rumbia    | Tapah     | Nangka    | Meranti  | Mawar    |
| États fédérés de Micronésie | Soulik    | Mitag     | Soudelor  | Fanapi   | Guchol   |
| Philippines                 | Cimaron   | Hagibis   | Molave    | Malakas  | Talim    |
| Corée du Sud                | Jebi      | Neoguri   | Goni      | Megi     | Doksuri  |
| Thaïlande                   | Mangkhut  | Rammasun  | Morakot   | Chaba    | Khanun   |
| États-Unis                  | Utor      | Matmo     | Etau      | Aere     | Vicente  |
| Vietnam                     | Trami     | Halong    | Vamco     | Songda   | Saola    |

## Liste des cyclones tropicaux

### Dépression tropicaleLingling
Le 10 janvier 2014, la tempête tropicale Lingling (ou Agaton) est la première tempête de la saison cyclonique. Elle a fait 70 victimes et causa 566 millions de pesos de dommages.

### TyphonNeoguri
Le typhon Neoguri, appelé Florita aux Philippines, est un cyclone tropical de catégorie 3. Il est prévu qu'il affecte une bonne partie du territoire japonais si bien que près de 90 % du pays est placé en état d'alerte. L'archipel Okinawa est particulièrement exposé puisqu'il est la première terre que touchera le cyclone depuis sa formation.

### TyphonRammasun
Le 10 juillet 2014, le typhon Rammasun, un cyclone tropical du Pacifique de catégorie 2 devient le septième cyclone nommé par l'Administration des services atmosphériques, géophysiques et astronomiques des Philippines (PAGASA). Après Lingling et Kaijiki, Rammasun devient le troisième cyclone tropical, et le premier typhon à toucher directement les Philippines en 2014.

### TyphonPhanfone
Le typhon Phanfone ou typhon Neneng aux Philippines est le 8e cyclone tropical de la saison cyclonique. Né dans l'Ouest de l'océan Pacifique à hauteur des îles Carolines, il se dirige vers le nord-ouest puis oblique vers le nord-est en atteignant le Sud du Japon, affectant le Nord des îles Ryūkyū et le Sud et le centre de l'archipel japonais.

### TyphonHagupit
Le typhon Hagupit ou typhon Ruby est un cyclone tropical de la saison cyclonique. De catégorie 5 sur l'échelle de Saffir-Simpson et avec des vents de 270 km/h en moyenne avec des rafales à plus de 285 km/h, il est le plus gros cyclone de l'année 2014.